# Historia Compostelana
De rebus gestis D. Didaci Gelmirez, primi Compostellani Archiepiscopi, Historia Compostelana ou História Compostelana é um manuscrito em latim, confeccionado a partir de 1109, dentro do círculo do primeiro bispo e depois, a partir do ano de 1120, que recolhe as empresas de Diego Gelmires, arcebispo de Santiago de Compostela.
A obra pretendeu registrar os feitos realizados por Gelmires para engrandecer a Sé Apostólica e dá uma perspectiva, a partir da Galiza, dos sucessos que aconteceram no seu tempo, constituindo-se numa fonte historiográfica de grande valor ao transcrever documentos históricos no próprio texto.
A "História Compostelana" abrange o período entre 1100 e 1139 e está repartida em três livros. O seu primeiro redator foi Nuno Afonso, cônego da catedral de Santiago, que iniciou o trabalho após a morte do rei Afonso VI de Leão (1109), embora contasse com vários colaboradores, nomeadamente Hugo (cônego compostelano de origem francesa, que seria bispo do Porto) e Giraldo de Beauvais, amigos pessoais de Gelmires. Giraldo redigiu a maior parte do trabalho, prosseguindo-o a  partir de 1120. Outros colaboradores foram Pedro Anaia e possivelmente, Rainério, o "magister".
A obra é transmitida por vários manuscritos, sendo os mais importantes para a sua edição os que se conservam na biblioteca da Universidade de Salamanca e aquele que guarda o Arquivo da Catedral de Santiago.